# Miranda De Bolle
Miranda De Bolle (gespeeld door Liesbet Verstraeten) is een personage uit Samson en Gert.

## Personage
Miranda is de speelse tienerdochter van Octaaf De Bolle en maakt samen met hem haar intrede, wanneer ze vlak bij Samson en Gert komen wonen. Ze is een typisch tienermeisje dat van stoere jongens houdt en altijd wel wil meewerken om iemand een poets te bakken.
Over de moeder van Miranda is niets bekend en met haar grootmoeder Jeannine De Bolle kwam Miranda nooit samen in beeld. Ze bleef slechts één jaargang te zien en werd nadien een onzichtbaar personage, dat nog geregeld ter sprake kwam wanneer Octaaf over zichzelf wilde opscheppen (Mijn Miranda zegt dat ook altijd...)
Samson noemt haar "Veranda".

## Afleveringen waarin Miranda meespeelt
Miranda was enkel op sporadische basis te zien in het derde seizoen. 
Seizoen 3
- 1. Verbouwingen (1992)
- 2. Het cijferslot (1992)
- 7. De fuif (1992)
- 8. Muzikale pannenkoeken (1992)
- 10. Honolulu (1992)
- 14. Octaaf op TV (1992)
- 18. Een beer in huis (1992)
- 19. Reclame voor bananen (1992)
- 20. Het verkeerslicht (1992)
- 23. Babysit voor Miranda (1992)
- 34. De tenniskampioenen (1992)
- 35. Octaaf detective (1992)
- 36. Het hondenhok (1992)
- 40. Het kerstmenu (1992)
- 43. Hotel Samson (1992)
- 45. Het spookhuis (1992)
- 46. Jaaroverzicht (1992), compilatie-uitzending
- 47. Mister Snor (1993)
- 48. Octaaf rockgitarist (1993)
- 57. Alberto terug naar school (1993)
- 61. Sterke Joe (1993)
- 73. De telefooncel (1993)
- 74. Stephanie van boer Teun (1993)
- 75. De oermens (1993)
- 76. Octaaf dierenarts (1993)
- 82. Het paasverhaal (1993)
- 86. Trouwen (1993)

Seizoen 4
- 39. Jaaroverzicht (1993), compilatie-uitzending

## Trivia
- Miranda kreeg ook een rol in de Samson en Gert Kerstshow van 1992.
- Miranda is te zien in de videoclips van De bel doet 't niet uit 1993, waarin ze met haar vader aan de bar zit, en Repeteren uit 1993, waarin ze in het publiek zit.
- Miranda zit ook in de clip Het Gordellied uit 1993, waarin ze samen met Samson & Gert een gordeldag van TV1 en Radio 2 promoot.
- Miranda is tevens te zien in de clip van Het allerlaatste liedje. Op de achtergrond worden tijdens deze clip archiefbeelden getoond. Een van deze beelden is van een moment waarop Miranda op het podium staat tijdens de Kerstshow uit 1992.